# José Luis Campal
José Luis Campal Fernández (Oviedo, 1965) Escritor en asturiano, español y portugués. Poeta visual y crítico literario, miembro del Real Instituto de Estudios Asturianos (RIDEA) y de la Sociedad de Literatura Española del siglo XIX (SLES XIX). Fundó en 1991 la revista ensamblada de experimentación visual El Paraíso que ha alcanzado en 2018 los 110 números. 

## Biografía
Se licenció en literatura española en la Universidad de Oviedo. Ha sido comisario de exposiciones que se le dedicaron a Ramón de Campoamor, Marta Portal, Alejandro Casona y El Quijote y Asturias. Sus artículos han sido publicados en Bulletin Hispanique, Archivum, Los Cuadernos del Norte, BRIDEA, Acta Literaria, Boletín de la Biblioteca Menéndez Pelayo, Siglo Diecinueve, Acotaciones, ALEC, Cuadernos para Investigación de la Literatura Hispánica, Letras Peninsulares, Dicenda, La Tribuna, etc. Ha investigado la obra de Palacio Valdés, Blasco Ibáñez, Cela, Manuel Pilares, José León Delestal, Vital Aza, Clarín, Leopoldo López de Saá, etc. También ha sido editor literario de poesía y teatro en asturiano, habiendo publicado obra de Marcos del Torniello, Rufino Martínez Vázquez, Pepín Quevedo, Benito Canella, Fabricio, etc. Desde 2006, y hasta la desaparición de la publicación en 2015, fue miembro del consejo editor de la revista asturiana de teatro La Ratonera.

## Obras
Teatro
- El sorbete (1996)
- Canalones (2011)

Poesía social (trilogía)
- Pancartas, Córdoba, Detorres Editores, 2015
- Pintadas, Navarrés (Valencia), Babilonia Ediciones, 2016
- Pasquines, Benavente (Zamora), Editorial PiEdiciones, 2017